# جری فالول جونیور
جری فالول لامون (‎/ˈfɔːlwɛl/‎؛ زاده ۱۷ ژوئن ۱۹۶۲) وکیل آمریکایی و مدیر علمی و عضو برجسته جامعه مسیحیت انجیلی است. وی به عنوان رئیس دانشگاه لیبرتی در لینچبرگ، ویرجینیا فعالیت می‌کرد که در سال ۲۰۰۷ پس از مرگ پدرش منصوب شد. در تاریخ ۷ اوت سال ۲۰۲۰، فالول پس از انتشار عکس جنجالی از خودش در رسانه‌های اجتماعی موافقت کرد که مرخصی نامحدود از دانشگاه بگیرد. وی پس از انتشار ادعاهایی مبنی بر اینکه فالول و همسرش در سال ۲۰۱۲ با مردی که در سال ۲۰۱۲ با او ملاقات کرده بودند، رابطه جنسی چند ساله داشته استعفا دادند.

## سنین جوانی و تحصیل

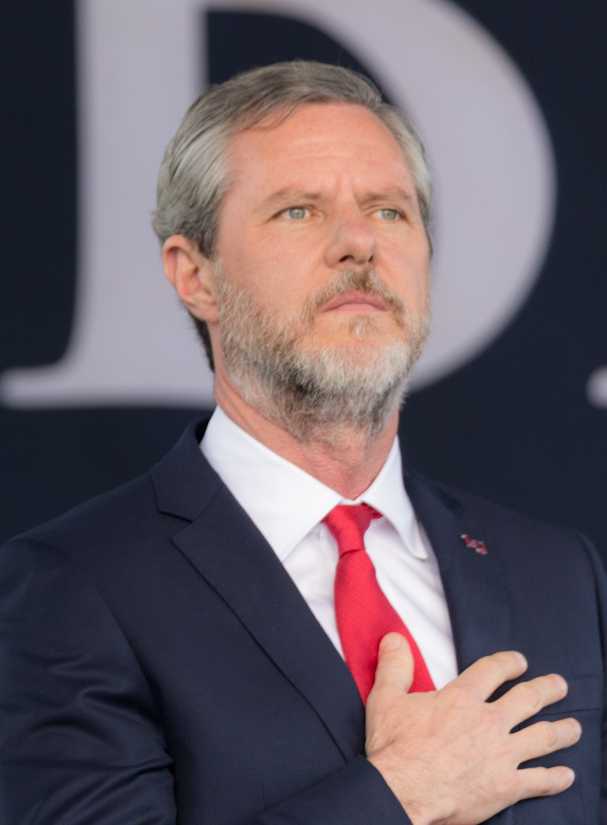
جری فالول لامون در سال 2017

جری فالول جونیور در ۱۷ ژوئن ۱۹۶۲ فرزند ارشد جری و میشل فالول (نی پت) به دنیا آمد. وی در مدارس خصوصی در منطقه لینچبورگ، از جمله آکادمی مسیحی لینچبورگ (که بعدها به آکادمی مسیحی آزادی تغییر نام یافت) تحصیل کرد و در سال ۱۹۸۰ فارغ‌التحصیل شد. وی سپس در دانشگاه لیبرتی حضور یافت و در سال ۱۹۸۴ لیسانس هنر در تاریخ و دین‌شناسی گرفت، و از دانشکده حقوق دانشگاه ویرجینیا، در سال ۱۹۸۷ دکترایش را دریافت کرد.